# Nederlandse kampioenschappen schaatsen afstanden 1992 - 5000 meter vrouwen
De 5000 meter vrouwen op de Nederlandse kampioenschappen schaatsen afstanden 1992 werd gehouden op de ijsbaan Thialf in januari 1992. Titelverdedigster was Lia van Schie, die de titel pakte tijdens de Nederlandse kampioenschappen schaatsen afstanden 1991.

## Statistieken

### Uitslag
| #      | Schaatser              | Tijd    |
| ------ | ---------------------- | ------- |
| Goud   | Carla Zijlstra         | 7.39,11 |
| Zilver | Lia van Schie          | 7.49,31 |
| Brons  | Yvonne van Gennip      | 7.49,78 |
| 4      | Sandra Voetelink       | 7.55,51 |
| 5      | Sandra Zwolle          | 8.01,01 |
| 6      | Manuela Ossendrijver   | 8.01,19 |
| 7      | Ingrid van der Voort   | 8.04,33 |
| 8      | Babs Bijlsma           | 8.08,48 |
| 9      | Esmeralda Ossendrijver | 8.12,01 |
| 10     | Gonnie Brunia          | 8.15,41 |
| 11     | Monique Cammeraat      | 8.17,06 |

## Uitslag
- Uitslagen NK Afstanden 1992 op SchaatsStatistieken.nl

1987 · 
1988 · 
1989 · 
1990 · 
1991 · 
1992 · 
1993 · 
1994 · 
1995 · 
1996 · 
1997 · 
1998 · 
1999 · 
2000 · 
2001 · 
2002 · 
2003 · 
2004 · 
2005 · 
2006 · 
2007 · 
2008 · 
2009 · 
2010 · 
2011 · 
2012 · 
2013 · 
2014 · 
2015 · 
2016 · 
2017 · 
2018 · 
2019 · 
2020 · 
2021 · 
2022 · 
2023 · 
2024 · 
2025